# Giambattista Crosato

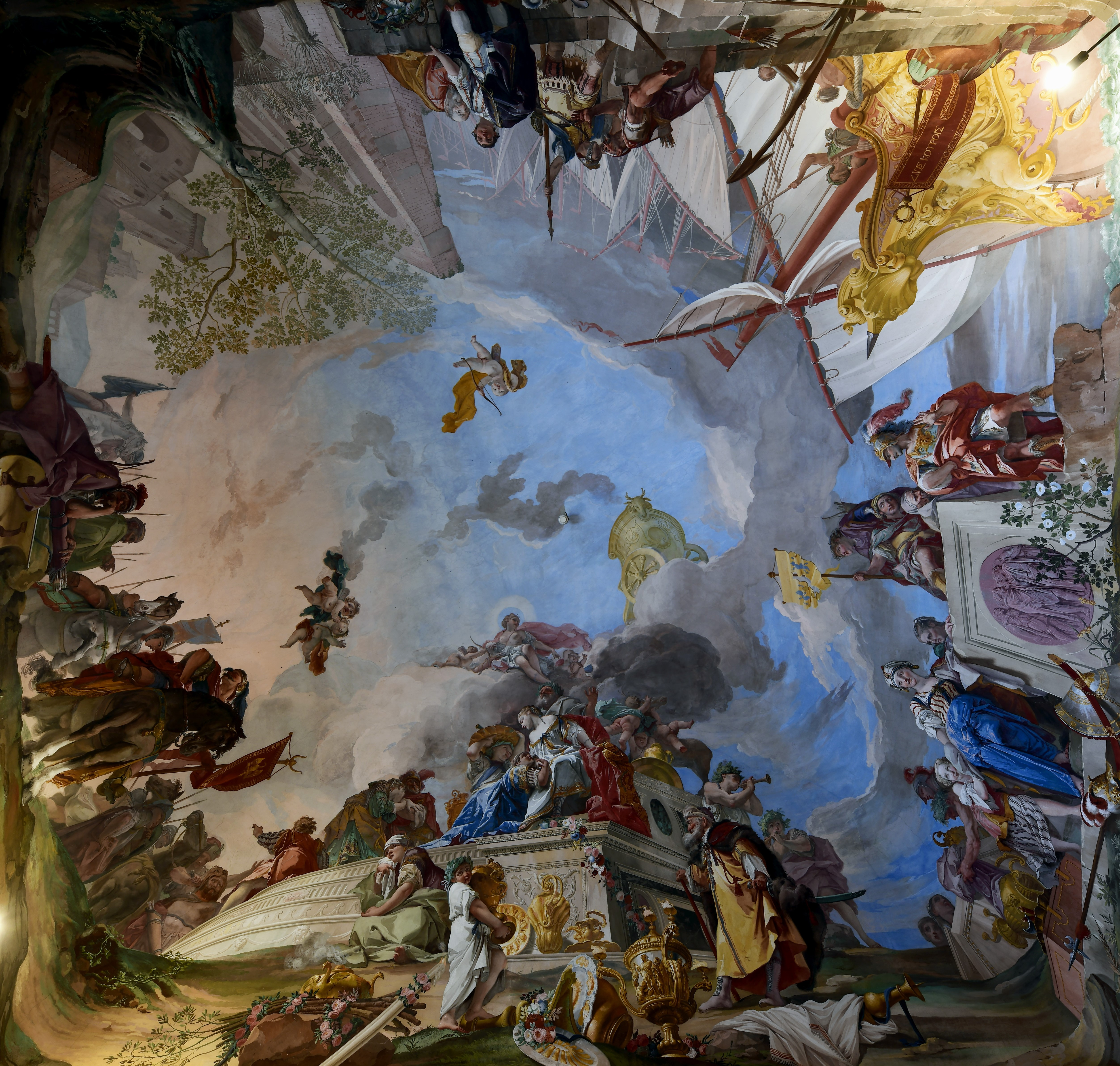
Giambattista Crosato: Das Opfer der Iphigenie, 1733, Deckenfresko im Vorzimmer (Anticamera) zum Schlafgemach der Königin, Palazzina di Stupinigi (Turin)

Giambattista Crosato (auch: Giovanni Battista Crosato; * 1686 in Venedig oder 1697 in Treviso; † 15. Juli 1758 in Venedig) war ein italienischer Maler und Bühnenbildner des Rokoko, der vor allem für seine Freskenkunst bekannt ist. Er wirkte vor allem in Venedig, im Veneto und in Turin.

## Leben
Giambattista Crosato wurde als Sohn von Giacomo Crosato geboren, laut manchen Autoren 1686 in Venedig, nach anderen Quellen 1697 in Treviso.
Über seine Ausbildung und frühen Jahre ist wenig bekannt. Crosato war einer der erfolgreichsten Vertreter des venezianischen Rokoko, in seiner Malerei finden sich Einflüsse von Amigoni, Sebastiano Ricci und später auch (in begrenztem Maße) von Tiepolo. Aus stilistischen Gründen wurde ein früher Aufenthalt in Bologna vermutet, wo er mit Werken von Giuseppe Maria Crespi und Domenico Maria Canuti in Kontakt kommen konnte. Daneben scheint er auch Anregungen aus der französischen Malerei angenommen zu haben. Er ist in erster Linie für Fresken bekannt, schuf aber auch einige Gemälde in Öl. Seine Malerei ist von großer Anmut und Eleganz, von koloristischem und luministischem Reiz, mit einer Vorliebe für leuchtende, oft kräftige Farben; dabei wird seine Palette mit der Zeit etwas zarter im Sinne des fortschreitenden Rokoko. Auf dem Höhepunkt seiner Karriere galt Crosato „als der erfindungsreichste Maler Venedigs“ nach Tiepolo.
In Venedig malte er 1729 in der Sakristei der Kirche Santa Maria dei Servi Fresken und ein Altarbild, die heute verloren sind, ebenso wie einige spätere Malereien (1738–39) für dieselbe Kirche.
1733 arbeitete Crosato zum ersten Mal in Turin für das Haus Savoyen und schuf Dekorationen in der Palazzina di Stupinigi, darunter das berühmte Deckenfresko mit dem Opfer der Iphigenie in der Anticamera, mit spektakulären, dramatischen Effekten von Gegenlicht und Schatten (siehe Abb. oben); in der Sala degli Scudieri malte er die Allegorien der Jahreszeiten und gemeinsam mit dem Quadraturmaler Gerolamo Mengozzi Colonna das Deckengemälde Apollo tötet den Drachen. Weitere Dekorationen schuf er in der Villa della Regina sowie im Palazzo Reale von Turin.

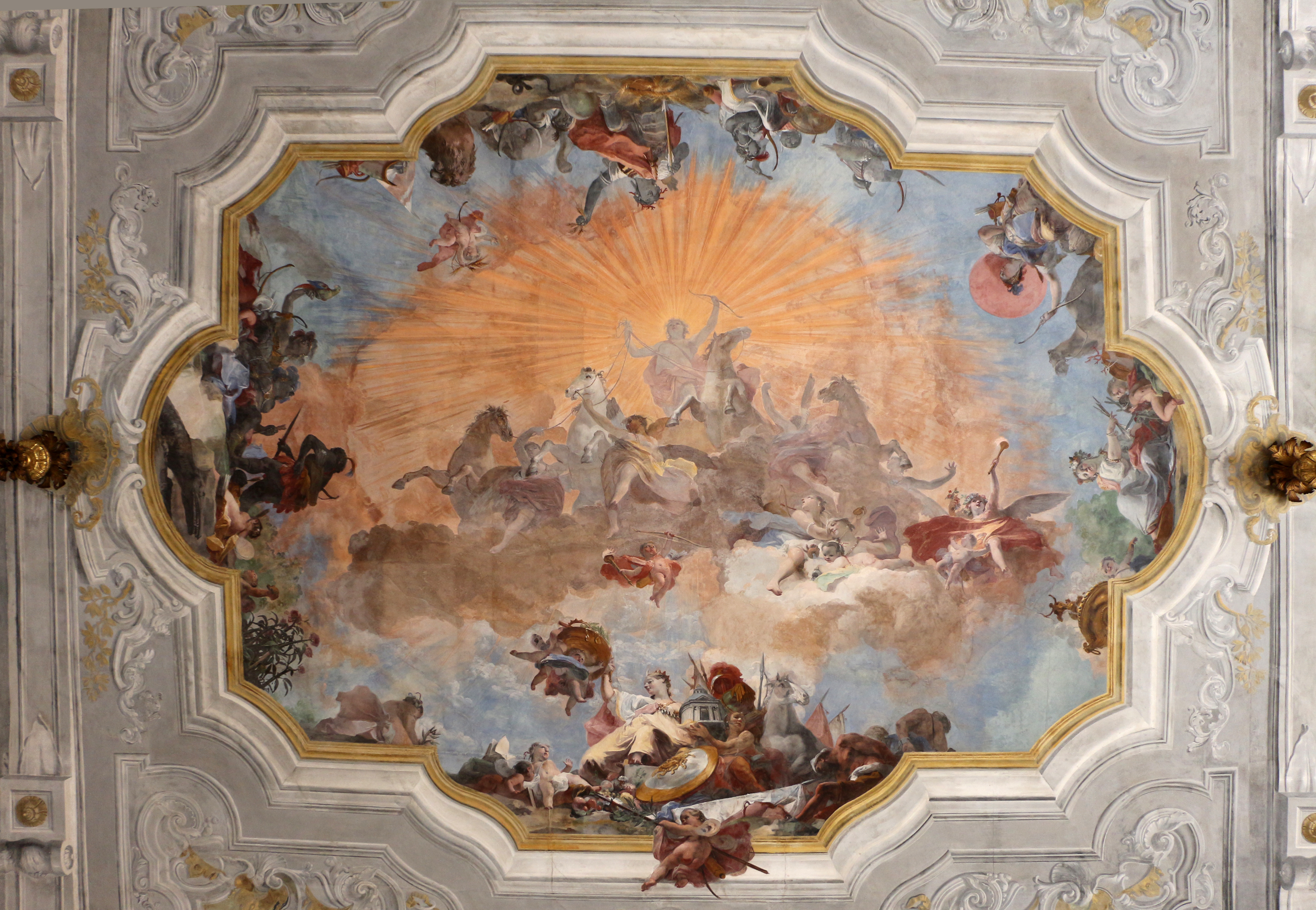
Giambattista Crosato: Apollo mit dem Sonnenwagen und die vier Erdteile, 1752, Ballsaal der Ca’ Rezzonico, Venedig

Von 1736 bis 1752 war er in der venezianischen Malergilde Fraglia de' Pittori eingeschrieben.
Er kehrte 1740 nach Turin zurück, um dort Dekorationen in mehreren Kirchen zu malen, wie der Chiesa della Consolata, der Immacolata und der Chiesa della Visitazione von Pinerolo.
Daneben wirkte er am Teatro Regio in Turin zwischen 1742 und 1744 sowie um 1750 als Bühnenbildner und schuf 1743 gemeinsam mit G. F. Costa die Dekorationen für die Oper Tito Manlio von Nicolò Jommelli. 1749 inszenierte er die Opern Didone abbandonata von Domenico Terradellas und Siroe von Giuseppe Scarlatti. Zur selben Zeit schuf er in Turin auch Festdekorationen für den Karneval.
Crosato hinterließ außerdem Fresken in verschiedenen venezianischen Palästen, sowie in Kirchen und Villen des Veneto, namentlich in der Villa Tomi, der Villa Algarotti und der Villa Marcello di Levada (bei Padua).
Besonders berühmt sind Crosatos 1752 zusammen mit dem Quadraturmaler Pietro Visentini entstandenen Dekorationen im Ballsaal des Palazzo Rezzonico in Venedig, mit dem strahlenden Deckenfresko Apollo mit dem Sonnenwagen und die vier Erdteile (siehe Abb. rechts).
Um 1755 malte er zwei Kreuzwegstationen für die Kirche Santa Maria del Giglio und im folgenden Jahr 1756 wurde er in die venezianische Accademia berufen.
Giambattista Crosato starb am 15. Juli 1758 in Venedig.

## Werke (Auswahl)
- Allegorien der vier Kontinente, ca. 1730 (?), Palazzo Pesaro, Venedig
- Dekorationen in der Palazzina di Stupinigi, Turin, 1733:
  - Deckenfresko Opfer der Iphigenie, in der Anticamera
  - Deckengemälde Apollo tötet die Python (gemeinsam mit dem Quadraturmaler Gerolamo Mengozzi Colonna) und Allegorien der Jahreszeiten, in der Sala degli Scudieri
- Freskendekor (Vier Jahreszeiten), ca. 1733–35, Villa della Regina
- Dekorationen, ca. 1733–35, Palazzo Reale, Turin
- Fresken mit Szenen aus dem Befreiten Jerusalem, um 1734–35, Villa Tomi, Mogliano Veneto
- Kuppelfresko und Deckenfresken in der Sakristei, 1740–42, Santuario della Consolata, Turin (zusammen mit dem Quadraturmaler Giambattista Alberoni)
- Deckenfresko Triumph der hl. Trinität, 1740–42, Chiesa dell’Immacolata, Turin
- Geschichten des hl. Francesco di Sales, ca. 1740–42, Chiesa della Visitazione a Pinerolo, Turin
- Deckenfresko in der Stanza dei Paesaggi, Palazzo Pisani a Stra (Venedig ?)
- Dekorationen (Geschichten des hl. Markus, Geschichten aus der Bibel), 1748, Gemeindekirche (Parrocchia) von Ponte di Brenta (bei Padua ?)
- Fresken mit Szenen aus der Ilias, um 1748 (?), Villa Algarotti, Mestre
- Deckenfresko Triumph der Juno zwischen Hebe und Diana, um 1750, Palazzo Baglioni, Venedig[5]
- Dekoration mit Deckengemälde Apollo mit dem Sonnenwagen und die vier Erdteile und Grisaillen mit Mythologischen Szenen, 1752, Ballsaal des Palazzo Rezzonico, Venedig (zusammen mit dem Quadraturisten Pietro Visconti)
- Deckengemälde, um 1752, Palazzo Da Mosto, Venedig
- Freskendekor mit Olymp (Deckenbild) und Geschichten aus dem Leben Alexander des Großen, vor 1755, Villa Marcello di Levada (bei Padua)
- Bozzetto für ein Szenenbild in Giuseppe Scarlattis Oper Siroe, 1750, Galleria Sabauda, Turin
- Zwei Kreuzwegstationen, 1755, Santa Maria del Giglio, Venedig